# بلیکس (ایلینوی)
بلیکس (به انگلیسی: Blakes) یک منطقهٔ مسکونی در ایالات متحده آمریکا است که در شهرستان لاسال، ایلینوی واقع شده‌است. بلیکس ۱۸۵٫۹۳ متر بالاتر از سطح دریا واقع شده‌است.